# Dorididae
Famille
Les Dorididae sont une famille de mollusques gastéropodes de l'ordre des nudibranches.

## Description
Les doridiens sont de forme plutôt aplatie et possèdent en général un panache branchial (rétractable ou non) à l'arrière du corps.
Ils se nourrissent principalement d'éponges.
On les retrouve dans toutes les mers du monde et à des profondeurs variant de 0 à 100 mètres.
Leur taille peut varier de quelques millimètres à plusieurs centimètres, ils sont de couleurs variées selon les espèces.

## Liste des genres
Selon World Register of Marine Species, on compte sept genres :
- Aphelodoris Bergh, 1879
- Artachaea Bergh, 1881
- Conualevia Collier & Farmer, 1964
- Doriopsis  Pease, 1860
- Doris Linnaeus, 1758
- Goslineria Valdés, 2001
- Pharodoris Valdés, 2001

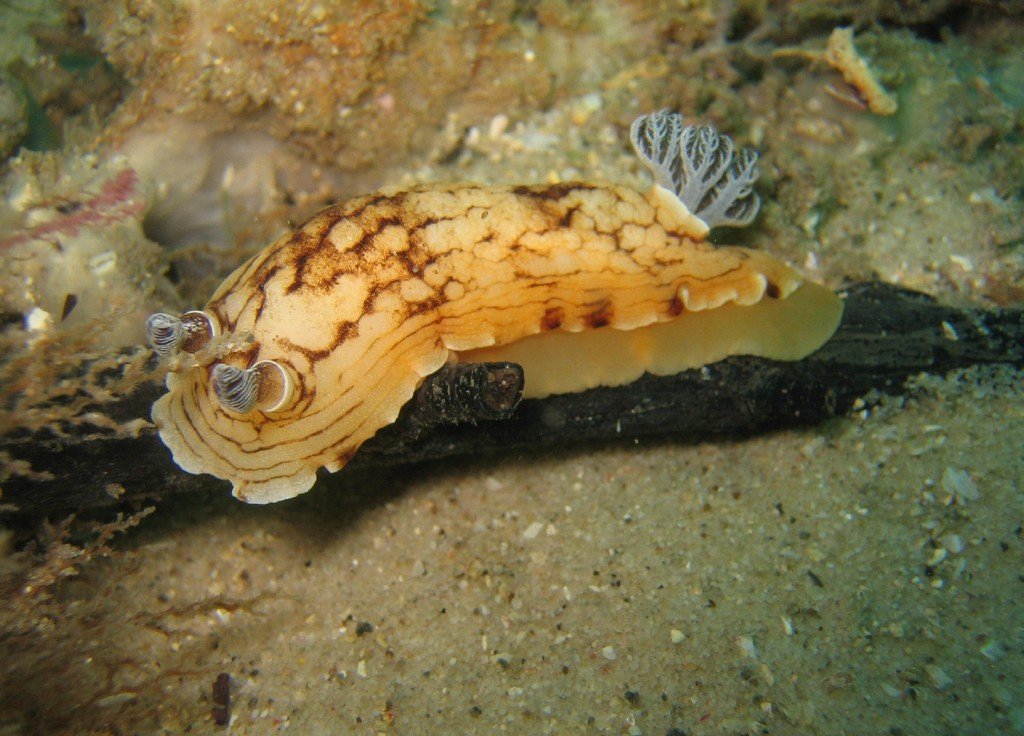
Aphelodoris varia
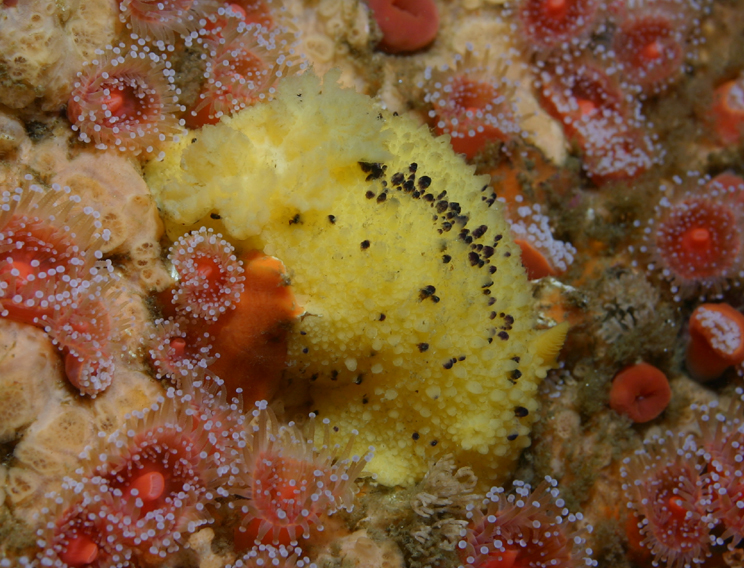
Doris montereyensis